# Tabula Hungariae

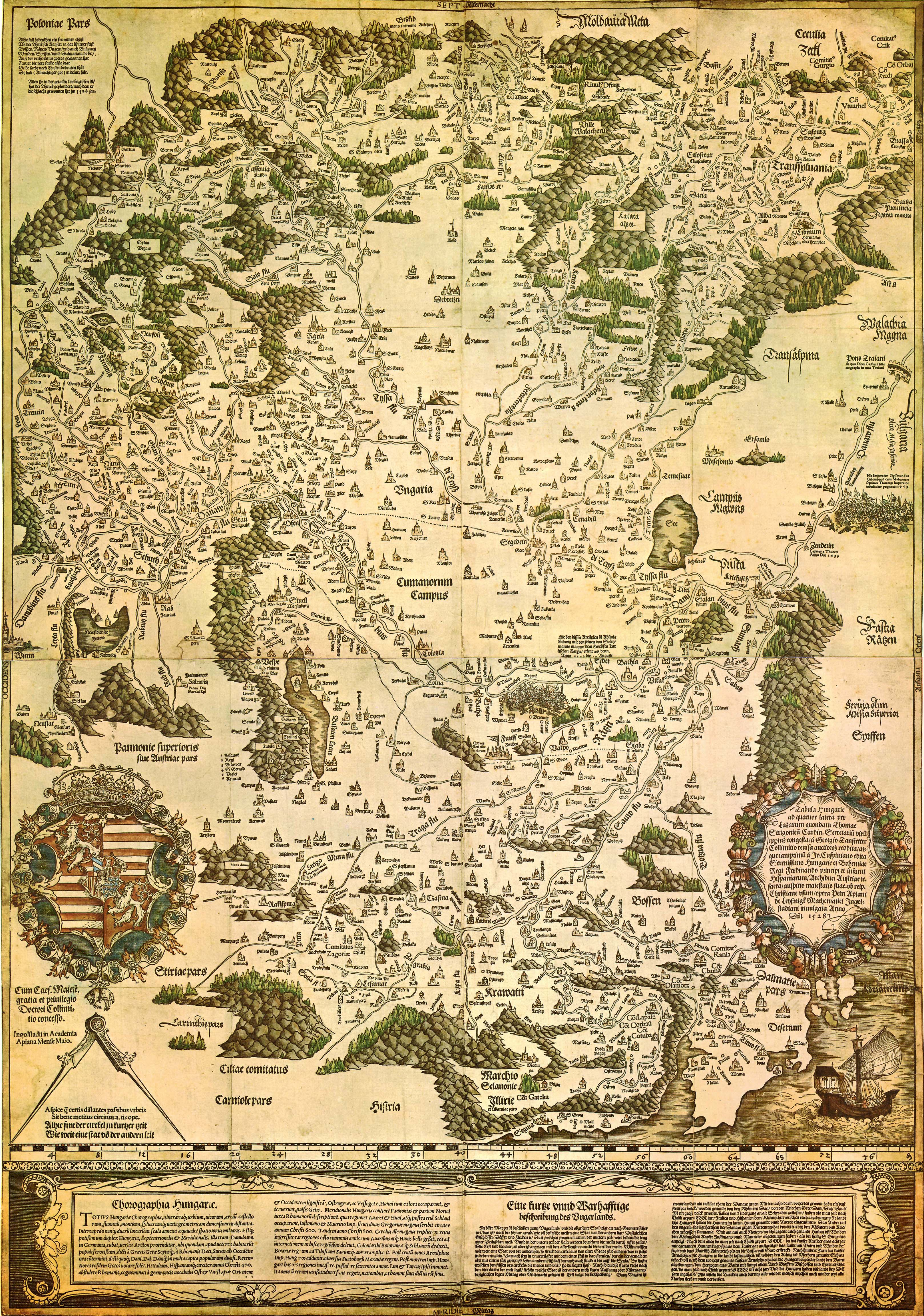
Tabula Hungariae, tryckt i Ingolstadt före 1528.

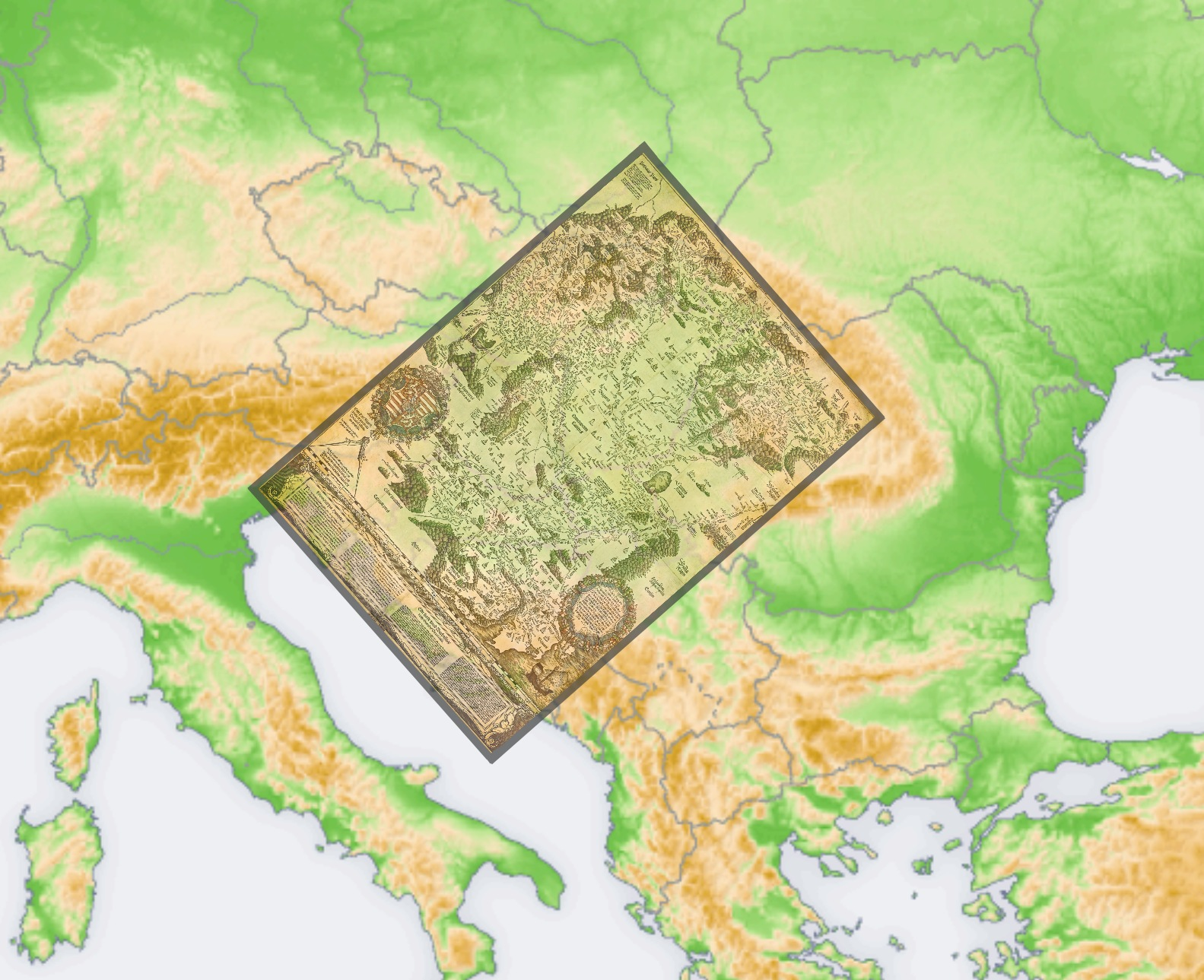
Illustration över det område som ungefär omfattas av Tabula Hungariae.

Tabula Hungariae (även Lázár's karta) är den äldsta kända bevarade kartan över Ungern. Kartan ska ha ritats av Lázár Deák någon gång före 1528. Kartan är upptagen på Unesco's lista över Världsminnen sedan 2007. 

## Beskrivning
Kartan är cirka 65×85 centimeter stor och ritad med sydvästlig-nordöstlig orientering. Kartan visar orter och kända landmärken i Kungariket Ungern i början av 1500-talet. De sydligaste delarna av kungariket var vid tiden under Osmanska rikets kontroll och är därför markerade med annan färg. En teori är att kartan producerades med syftet att användas vid fälttåg mot Osmanerna. 
Några av de orter som är utritade försvann med tiden under Osmanskt styre. Ungefär 1400 geografiska namn är markerade på kartan varav 1270 avser namn på orter. 365 av orterna ligger utanför de samtida Ungerska riksgränserna. 
Längst ner på kartan finns beskrivningar av landet på tyska och latin. 

### Ortnamn
De geografiska beteckningarna är i många fall transkriberade annorlunda än i modern ungerska. Exempelvis skrivs dagens é som ee och dagens ö som ew. Bokstaven c skrivs i vissa fall tz vilket är i linje med gammaldags högtyska. Stavningarna kan eventuellt vara gjorda av tryckarna. Samtidigt vet man att Lázár använde formuleringar från olika ungerska dialekter.

## Tryck
Kartan trycktes under ledning av Georg Tannstetter i Petrus Apianus tryckeri i Ingolstadt. Tryckningen finansierades av Johannes Cuspinianus.

## Bevarande
Det trycktes bara ett fåtal kartor varav de flesta gått förlorade. Kartornas förekomst var dock känd av historiker. En bevarad karta upptäcktes 1882 och köptes av en samlare. Kartan donerades 1924 till det ungerska nationalbiblioteket, där den bevaras än i dag.

## Senare versioner
Ursprungskartan har kopierats flera gånger i mer sentida avbildningar av Tabula Hungarie. Sex varianter är kända: 
- Giovanni Andrea Vavassore (1510-1572), Venedig, 1553
- Pirro Ligorio (1496-1583), Rom, 1558 (förlorad), 1599
- Antonio Lafreri (1512-1577), Rom, 1558, 1559, 156?
- János Zsámboky (1531-1584), Wien, 1566
- Claudio Duchetti (1554-1597), Rom, 1577
- Giovanni Orlandi (verksam 1600-1604), Rom, 1602

### Fotnoter
1. ↑  Lázár térképe[död länk]
2. ↑  ”Tabula Hungariae”. UNESCO Memory of the World Programme. 16 maj 2008. http://portal.unesco.org/ci/en/ev.php-URL_ID=22451&URL_DO=DO_TOPIC&URL_SECTION=201.html. Läst 15 december 2009.

Artikeln är en översättning av artikeln på engelskspråkiga wikipedia. Där anges följande källor:
- A Tabula Hungariae és változatai
- Dokumentumörökség lett Magyarország első nyomtatott térképe
- De nouvelles inscriptions pour le Registre de la Mémoire du monde – UNESCO portál (en:, fr:)
- Lázár térképe és változatai
- Lázár deák
- Wolfgang Lazius (Lázi Farkas)